# Antonella Bellutti
Antonella Bellutti (ur. 7 listopada 1968 w Bolzano) – włoska kolarka torowa i szosowa, a także bobsleistka, dwukrotna mistrzyni olimpijska i dwukrotna medalistka mistrzostw świata w kolarstwie torowym.

## Kariera
Pierwszy sukces Antonella Bellutti osiągnęła w 1994 roku, kiedy została mistrzynią Włoch w kolarstwie torowym i wicemistrzynią w kolarstwie szosowym. Już rok później zdobyła srebrny medal w indywidualnym wyścigu na dochodzenie podczas mistrzostw świata w Bogocie, ulegając tylko Amerykance Rebece Twigg. Jej olimpijski debiut miał miejsce na igrzyskach olimpijskich w Atlancie w 1996 roku. W swoim jedynym starcie, wyścigu indywidualnym na dochodzenie Włoszka zwyciężyła, wyprzedzając Francuzkę Marion Clignet i Niemkę Judith Arndt. W tym samym roku była także trzecia w tej samej konkurencji podczas mistrzostw świata w Manchesterze, za Clignet i Australijką Lucy Tyler-Sharman. Ostatni kolarski sukces osiągnęła w 2000 roku, kiedy na igrzyskach w Sydney zdobyła złoto w wyścigu punktowym wyprzedzając Holenderkę Leontien Zijlaard i Rosjankę Olgę Slusariewą.
Ponadto w 2002 roku brała udział w igrzyskach olimpijskich w Salt Lake City. Wspólnie z Gerdą Weissensteiner zajęła tam siódme miejsce w zawodach bobslejowych w dwójkach kobiet.